# James George Frazer
James George Frazer, škotski socialni antropolog, religiolog in filolog, * 1. januar 1854, Glasgow, Škotska, ZK, † 7. maj 1941, Cambridge, Anglija, ZK.
Svoje življenjsko delo je usmeril v primerjalne študije religioznih verovanj, magičnih praks, mitologij in ostalih sestavin kulture. Za vir primerjalnega raziskovanja je uporabljal zgodovinske vire (predvsem antična besedila) in vprašalnike, ki jih je razposlal informantom (misijonarjem, diplomatom, trgovcem, ipd.) širom po svetu in katere so mu le-ti potem izpolnjene vrnili s specifčnimi podatki z opisom lokalnih religioznih praks in ostalih običajev. 
Njegovo najpomembnejše delo je »Zlata veja« (The Golden Bough), ki je od prve izdaje leta 1890 v dveh zvezkih prerastla v življenjski projekt z dvanajstimi zvezki in dodatkom, v katerih so na zgoščen način opisani, analizirani in primerjani miti in religije širom sveta od antike naprej. 
Skupaj z E. B. Tylorjem velja za enega najvplivnejših britanskih antropologov pred postavitvijo kriterijev antropološkega terenskega raziskovanja, ki jih je določil poljski antropolog Bronisław Malinowski. 

## Življenje
James George je bil rojen v ugledni in premožni škotski meščanski družini v Glasgowu. Versko je bil vzgajan v duhu kalvinistične Svobodne Škotske Cerkve, denominacije, ki se je odcepila od večinske prav tako kalivnistične Škotske Cerkve. Očetovo uspešno opravljanje lekarniškega poklica mu je omogočilo uspešno osnovno šolanje na zasebnih šolah, kjer si je pridobil potrebno osnovno znanje latinščine in grščine, kar mu je koristilo kasneje, ko se je leta 1869 vpisal na lokalno Univerzo v Glasgowu. Poleg znanja klasičnih jezikov, kar mu je omogočilo dostop do številnih antičnih besedil, se je v okviru predmetnika univerze zanimal še za filozofijo, pri kateri se je seznanil z bogato raziskovalno tradicijo škotskega razsvetljenstva od Huma naprej. Med eminentnejšimi predavatelji glasgowske univerze, ki so ga poučevali, je vredno omeniti  fizika Williama Thomsona, bolj znanga kot lord Kelvin. Nasploh so pri Frazerjevem zelo obsežnem delu pomembni vidiki znanstvene metode, ki presegajo golo kopičenje podatkov. Preden je Frazer lahko izvajal posplošitve, oziroma v nekaterih primerih, kot je izvor religioznih sestavin krščanstva, vsaj plašno namigoval nanje, je zbral podatke, jih uredil po kriterijih podobnosti posameznih sestavin, med sabo primerjal in šele nazadnje izvajal induktivne posplošitve oziroma končne sodbe. 
Univerzitetni študij je nadaljeval najprej za kratek čas na Univerzi v Oxfordu in kasneje leta 1874 na Kolidžu Trinity v Cambridgeu, kjer se je karierno ustalil. Na Oxfordu se je seznanil s slovitim antropologom E. B. Tylorjem, katerega delo »Prvobitna kultura« (Primitive culture) ga je kasneje usmerilo še v zanimanje za etnografsko raziskovalno delo modernih in ne samo zgodovinskih prvobitnih kultur. Glavni razlog, da se nikakor ni mogel ustaliti v Oxfordu je bil v tem, da je bilo to univerzitetno središče tudi intelektualno središče traktarijanskega konzervativnega anglikanstva, ki ni ustrezalo njegovi svobodomiselnosti. S študijem je zato nadaljeval v Camebridgu, kjer je leta 1879 uspešno promoviral iz Platonove teorije idej. Za nameček je med študijem v Camebridgeu večkrat potoval v London, kjer je - verjetno na očetovo željo - uspešno opravil vse potrebne izpite za opravljanje odvetništvo poklica. Sicer kasneje v življenju nikoli ni opravljal advokature, je pa je koristil nekatere ugodnosti članstva v odvetniški zbornici.
Leta 1883 je na pobudo angleškega psihologa Janesa Warda, ki ga je spremljal na počitnicah v Španiji, začel intenzivneje brati Tylorjevo »Prvobitno kulturo« in se odločil za sistematično raziskovanje tematskega sklopa Tylorjevega dela o izvorih in oblikah religije. Prva članka o totemu in tabuju, ki ju je skupaj s še nekaterimi članki pripravil na pobudo orientalista in urednika Enciklopedije Britannice Robertsona Smitha, je kasneje razvil v dvoje življenjskih projektov, ki ju predstavlja dvoje knjig: »Totemizem in eksogamija« (Totemism and Exogamy, 1910) in »Zlata veja«.
Leta 1896 se je poročil z ovodovelo Francozinjo in intelektualko Lilly Grove, ki je kasneje urejala njegovo delo, posebno ko je bilo potrebno obsežne izdaje skrčiti in skleniti v krajšo monografije primerne za širše bralstvo. Po prvi izdaji »Zlate veje« v dveh knjigah leta 1890 izzide sedem let kasneje Pavzanijev »Opis Grčije«, ki ga je začel pripravljati že leta 1886. Vsa ta leta je namreč s popotovanjem po Grčiji in obiskovanjem v knjigi opisanih mest ter arheoloških najdišč pripravljal obsežno gradivo, ki ga je poleg prevoda »Opisa Grčije« v eni knjigi dopolnjeval še obsežen komentar v petih knjigah. Ker je sklenil razširiti »Zlato vejo«, se je pričel učiti še hebrejščine.
Proti koncu leta 1907 je bil imenovan za profesorja socialne antropologije na Univerzi v Liverpoolu, a je zdržal zgolj pet mesecev, od tega pa je imel samo eno, a pomembno nastopno predavanje, v katerem je predstavil nekaj svojih tez o antropologiji. Istega leta je v štirih knjigah izšlo delo »Totemizem in eksogamija«. V letih od 1906 do 1915 je izšla tretja, najbolj obširna izdaja »Zlate veje« v dvanajstih knjigah s trinajstim dodatkom, v katerega je umaknil sporne indice o poganskih prežitkih v dogodku križanja Kristusa. Še pred zaključkom projekta Zlate veje je bil leta 1914 povzdignjen v viteza.
V nadaljevanju kariere je vsakih nekaj let tudi v sklopu več knjig napisal še kakšno novo delo, ki je v ožjem obravnavalo problemski sklop iz prejšnjih del. Omenimo zgolj prevod Ovidove dolge pesnitve »Fasti«, rimskega koledarja v verzih, ki zaobjema mitološko vsebino rimskih praznikov. Delo je uredil in prevedel leta 1929, a je moral založnik, ki je izdajal vsa njegova dela, čakati še vsaj dve leti, da je prevod skrajšal na obseg primeren za izdajo. Leta 1930 je med govorom poslušalstvu oslepel. Delo je bil zmožen nadaljevati le ob pomoči žene in zaupnih študijskih pomočnikov. Sir James George Frazer in njegova žena Lilly sta umrla le nekaj ur narazen dne 7. maja 1941.

## Totemizem
Priprava člankov o totemu in o tabuju za Enciklopedijo Britannico je prerasla v Frazerjev življenjski projekt. Razprava o opredelitvi in izvoru totemizma , t. j. religioznega verovanja prvobitnega ljudstva v svetost totema, s katerim se le-ta skupina identificira in ga časti, je bila ena od središčnih razprav v antropologiji konec 19. stoletja. Frazer se je pri pripravi člankov opiral na obširno etnografsko gradivo. Sam totem je opredelil kot »razred materialnih objektov, na katere divjak gleda z vraževernim spoštovanjem, pri čemer verjame, da med njim in slehernim članom razreda intimen in povsem poseben odnos, ki je za vse koristen«

## »Zlata veja«, 1877
»Zlata veja« (The Golden Bough) velja za Frazerjevo najpomembnejše delo. Končno izdajo sestavlja dvanajst knjig z dodatkom